# 李延渥
李延渥（10世纪？—1017年），并州晋陽县人，北宋将领，李進卿的儿子。
李延渥蔭父官而担任供奉官，不久担任閤門祗候。累進西京左藏庫使。咸平元年（998年）历任知平戎軍、知寧边軍、知顺安軍、知保州、威虜軍鈐轄，又担任知冀州。咸平六年（1003年）转任知瀛州。
景德元年（1004年）遼軍入侵宋边，李延渥堅守瀛州城，击退遼軍。转为并州团练使。景德二年（1005年）转任知邢州。历任天雄軍副都部署、貝州副都部署，再担任知冀州、知貝州、知博州。大中祥符八年（1015年）以右領軍衛大将軍任瀛州团练使。大中祥符九年（1016年）因为患病，请求致仕，于是以左武衛大将軍致仕。天禧元年（1017年）去世。
其子李宗禹，官至内殿崇班。